# Marco Sandy
Marco Antonio Sandy (Cochabamba, 29 de agosto de 1971) é um ex-futebolista boliviano, que atuava como defensor.

## Carreira
Sandy disputou a Copa do Mundo de 1994 e integrou a Seleção Boliviana de Futebol na Copa América de 1999.
- Bolívia
- Club Bolívar
- Real Valladolid
- Gimnasia de Jujuy

## Títulos
Seleção Boliviana
- Copa América de 1997: 2º Lugar